# Leonard Irving
Theodore Leonard Irving (* 24. März 1898 in Saint Paul, Minnesota; † 8. März 1962 in Washington, D.C.) war ein US-amerikanischer Politiker. Zwischen 1949 und 1953 vertrat er den Bundesstaat Missouri im US-Repräsentantenhaus.

## Werdegang
Noch in seiner Jugend zog Leonard Irving mit seinen Eltern nach North Dakota, wo er die öffentlichen Schulen besuchte. Bis zum Ende des Ersten Weltkrieges arbeitete er für die Eisenbahn. Danach ging er nach Montana, wo er Manager an einem Theater wurde. Anschließend leitete er in Kalifornien ein Hotel. Im Jahr 1934 zog Irving in das Jackson County in Missouri. Dort war er als Bauarbeiter tätig. Gleichzeitig engagierte er sich in der Gewerkschaftsbewegung. Er wurde lokaler Vertreter des Gewerkschaftsbundes American Federation of Labor.
Politisch war Irving Mitglied der Demokratischen Partei. Bei den Kongresswahlen des Jahres 1948 wurde er im vierten Wahlbezirk von Missouri in das US-Repräsentantenhaus in Washington gewählt, wo er am 3. Januar 1949 die Nachfolge von C. Jasper Bell antrat. Nach einer Wiederwahl konnte er bis zum 3. Januar 1953 zwei Legislaturperioden im Kongress absolvieren. Diese waren von den Ereignissen des Kalten Krieges geprägt. Im Jahr 1951 wurde der 22. Verfassungszusatz ratifiziert, der die Amtszeit des US-Präsidenten auf eine Wiederwahl begrenzte.
1952 unterlag Irving dem Republikaner Jeffrey Paul Hillelson. Zwei Jahre später strebte er erfolglos die Nominierung seiner Partei für die Kongresswahlen des Jahres 1954 an. In der Folge arbeitete Irving in der Gewerkschaftsbewegung. Später wurde er Präsident einer Gewerkschaft in Kansas City. Er starb am 8. März 1962 während einer Dienstreise in der Bundeshauptstadt Washington und wurde in Kansas City beigesetzt.